# Bracon palliventris
Bracon palliventris är en stekelart som först beskrevs av Léon Abel Provancher 1880.  Bracon palliventris ingår i släktet Bracon och familjen bracksteklar. Inga underarter finns listade.